# Барботкин, Дементий Иванович
Барботкин Дементий Иванович (6 (19) августа 1887, Оренбург — 18 апреля 1944, Москва) — русский революционер, политический заключенный, научный и общественный деятель.

## Биография

### Ранние годы
Родился Дементий Иванович в семье Оренбургского мещанина, дворянского происхождения, православного. Воспитывал его отец, Барботкин Иван Иванович (1836-1914). Унтер-офицер  Гурийского 159-й пехотного полка в отставке, работавший в то время в Оренбургском городском училище экономом. С 1899 года учился в Оренбургском реальном училище.

### Революционные годы
Началась Революция 1905—1907 годов в России и Дементий Барботкин вступает в партию социалистов-революционеров в 1906 году. 
Участвовал в митингах и агитации среди рабочих и солдат. Под кличкой «Дёма» вошёл в состав Оренбургского комитета эсеров. В 1907 году был арестован за участие в антиправительственных акциях, включая организацию сходки гимназистов. В 1908 году после побега из ссылки в Нарымский край повторно арестован и приговорён к 4 годам каторги. С 1910 по 1913 годы отбывал срок в Саратовской временно-каторжной тюрьме, затем был сослан в Иркутскую губернию. В ссылке занимался самообразованием, участвовал в дискуссиях с большевиками, включая М. П. Томского.

## Революция 1917 года и Гражданская война
После Февральской революции остался в Киренске, где стал председателем местного Совета рабочих и солдатских депутатов. С 29 января по 3(16) февраля представлял Киренский Совет на III съезде Советов рабочих, солдатских и крестьянских депутатов Восточной Сибири в Иркутске, где выступил с речью. Поддержал Октябрьскую революцию, но в 1918 году временно перешёл на сторону левых эсеров. Арестован во время конфликта между эсерами и большевиками, освобождён по распоряжению Я. Д. Янсона. В 1919 году вступил в РКП(б) и Красную армию, служил политработником в Туркестанском фронте под началом И. А. Акулова. Участвовал в обороне Оренбурга и Бугурусланской операции М. В. Фрунзе. В послужном списке Барботкина Дементия Ивановича, 1887 г. рождения, указано:
уроженец г. Оренбурга. Член партии эсеров с 1906 г., с 1913 по 1917 гг. на каторге. Член РКП(б) с 1919 г.
С 1919 г. сотрудник политуправления Восточного фронта.
С 1920 г. сотрудник политуправления: Туркестанского фронта.
С октября 1922 г. преподаватель школы востоковедения при ПУ Туркестанского фронта.
1 октября 1926 г. уволен в запас.

## Научная и преподавательская деятельность

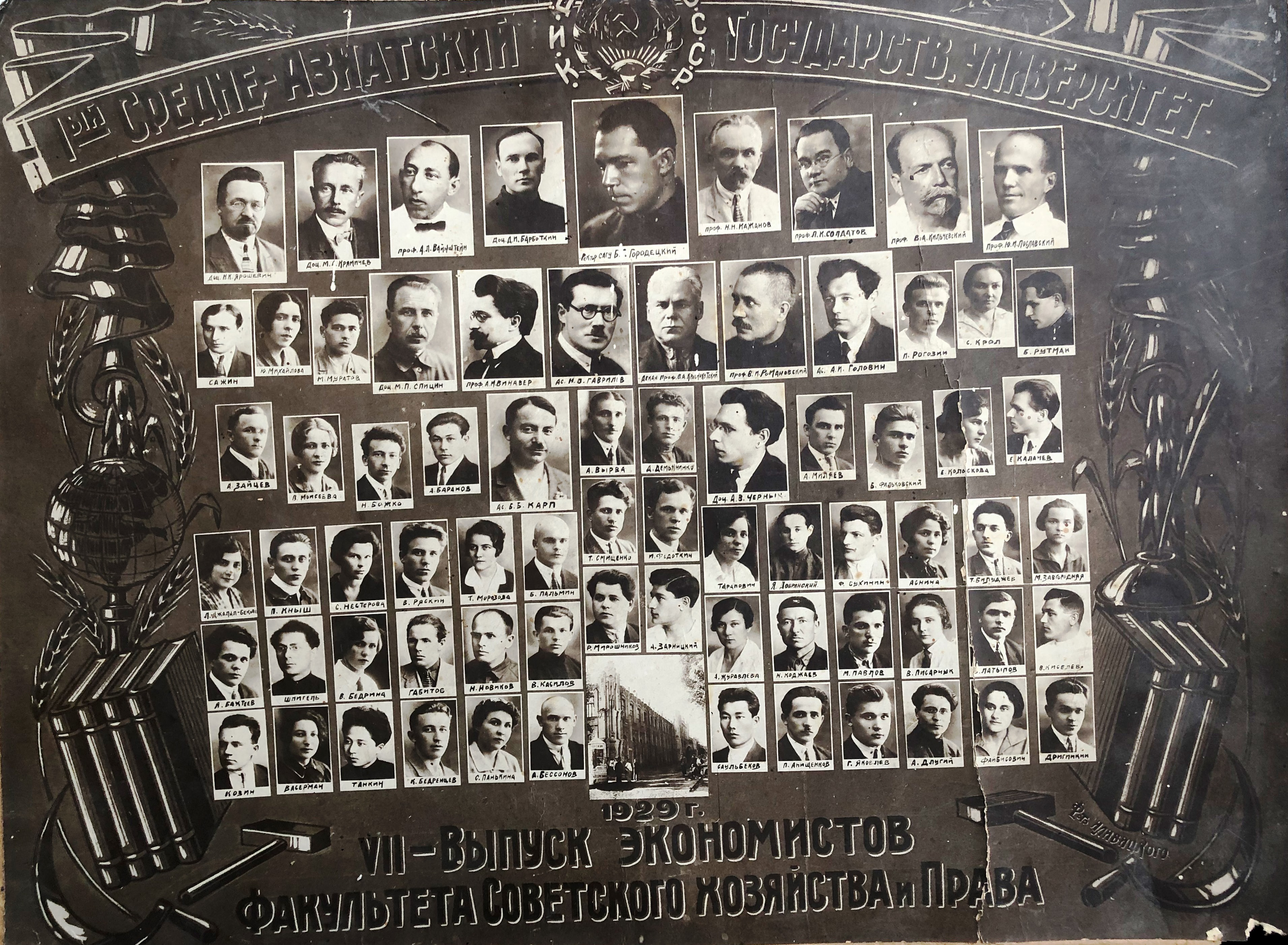
VII-выпуск экономистов факультета Советского хозяйства и права САГУ Ташкент 1929 г. Доцент Н. К. Ярошевич, доцент М. Д. Крямичев, профессор А. Л. Вайнштейн, доцент Д. И. Барботкин, ректор САГУ Б. С. Городецкий, профессор Н. Н. Кажанов, профессор Л. К. Солдатов, профессор В. А. Кильчевский, профессор Ю. И. Пославский, доцент М. П. Спицин, профессор А. М. Винавер, ассистент Н. О. Гаврилов, декан факультета профессор В. А. Краснокутский, профессор В.И Романовский, ассистент А. И. Головин, ассистент Б. Б. Карп, доцент А. В. Черных и выпускники-студенты

С 1920 года — заведующий партийной школой при политотделе Туркестанского фронта в Ташкенте. Окончил курс политэкономии, преподавал в Туркестанском государственном университете (САГУ), став доцентом кафедры исторического материализма (1924). Автор работ «Проблема общественных классов» и «Диалектический метод Гегеля в экономических и социологических построениях К. Маркса». Участвовал в философских дискуссиях, сблизился с профессором Н. Н. Фиолетовым, о чём упоминается в мемуарах последнего. Сохранилась фотография IV выпуска экономистов Факультета Советского хозяйства и Права 1929 г.

## Москва и репрессии
В 1929 году переехал в Москву, вступил в Общество политкаторжан и ссыльнопоселенцев. Преподавал в Институте красной профессуры до 1931 года, когда был исключён из партии за связь с «деборинской школой» («меньшевиствующий идеализм»). В 1935 году, после закрытия Общества политкаторжан, работал в технических вузах Москвы. В годы Большого террора избежал ареста, но лишился возможности карьерного роста. Умер в 1944 году, не сумев оформить персональную пенсию.

## Семья
В 1925 году в Ташкенте Дементий Иванович женился на Нине Раевской, дочери Михаила Раевского, работника железнодорожной следственной комиссии у А.В. Колчака. В 1926 и 1929 году у них родились сыновья Дмитрий и Михаил.

## Избранные публикации
- Барботкин Д.И. Проблема общественных классов. — Издательство Факультета Комитета ФОН 1-го САГУ г.Ташкент, 1924. — 22 с.
- Барботкин Д.И. К вопросу об учении о "понятии" у Гегеля и у Карла Маркса. — Изд-во Ср.-Аз. гос. ун-та г.Ташкент, 1929. — 26 с.